# Cabo Dos Bahías
El Cabo Dos Bahías es un accidente geográfico costero ubicado en el departamento Florentino Ameghino de la provincia del Chubut (Patagonia argentina). Su nombre se debe a que se encuentra al sur de la bahía Camarones y al norte de bahía Bustamante a unos 30 kilómetros de la localidad de Camarones. Esta localidad y la de Bahía Bustamante pueden ser vistas desde aquí.
También, aquí se encuentra la Reserva Faunística Provincial Cabo Dos Bahías, creada el 2 de mayo de 1973 en una franja costera de 14000 metros. Se concentran aquí importantes colonias reproductoras de pingüinos, lobos marinos de un pelo, tropillas de guanacos, zorros, parvas de ñandú y otra fauna patagónica. El acceso a la misma se debe efectuar desde Camarones.
El Cabo al ser un Áreas Natural Protegida goza de senderos y miradores turísticos, guardafuanas que se encargan de impedir en contacto con los animales, mantener una distancia de más de 2 metros, impedir que se recoja elementos del suelo y la higiene.
Además, aquí se inicia el Parque interjurisdiccional marino costero Patagonia Austral.

## Geología
El paisaje del lugar se encuentra dominado por piedras volcánicas de distintas tonalidades que contrastan con el mar.